# Flavio Ferri-Benedetti

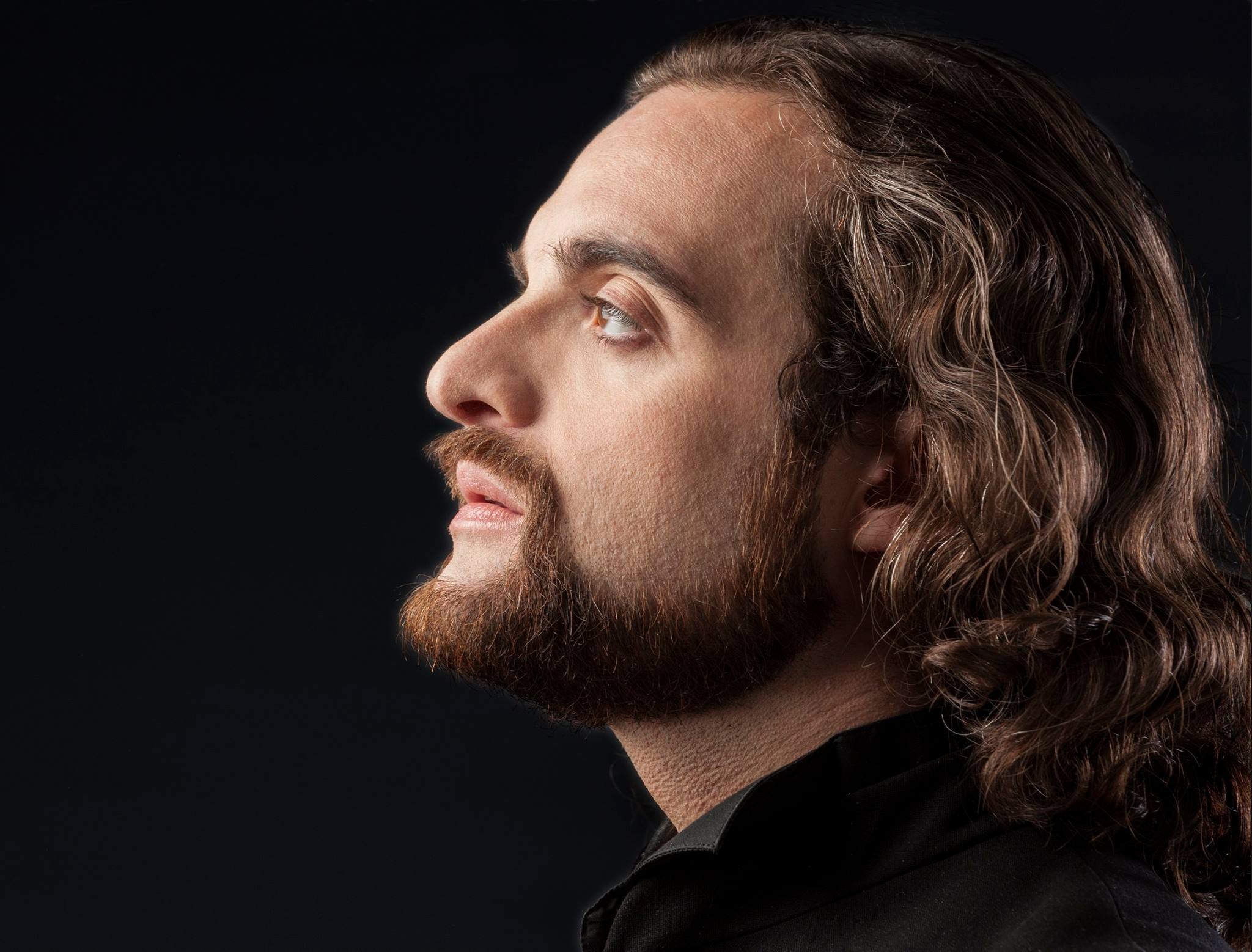
Flavio Ferri-Benedetti, 2017

Flavio Ferri-Benedetti (* 24. März 1983 in Scandiano) ist ein italienischer Sänger (Countertenor), Gesangslehrer, Übersetzer, Philologe und Komponist.

## Leben
Ferri-Benedettis Großvater Silvano Proietti (1900–1962) war Operntenor. 1927 änderte er seinen Namen in Silvano Benedetti.
Flavio (Taufname: Flavio Vincenzo Domenico) Ferri-Benedetti wurde im italienischen Scandiano geboren. Die Familie zog nach Spanien, als er elf Jahre alt war. Er erwarb 2005 den MA in Übersetzen und Dolmetschen an der Universität Jaume I in Castellón de la Plana und legte 2004 am Konservatorium in Vila-real ein Diplom mit Auszeichnung in Klavier ab. 2014 bekam er den Doktortitel in Literatur „cum laude“ an der Universidad de Valencia (Philologische Fakultät) mit einer Dissertation über die klassische Tradition bei Metastasio.
Mit 17 Jahren debütierte er als Countertenor in Mozarts Vesperae solennes de Confessore (Dezember 2000, Castellón, Spanien). Erst im Alter von 19 Jahren erhielt er ersten Gesangsunterricht. 2006 wurde er als Countertenor in Corridonia (Italien) mit dem „Premio Velluti“ ausgezeichnet, einem Preis für Nachwuchskünstler im Bereich Countertenor, der nach dem Kastraten Giovanni Battista Velluti (1780–1861) benannt ist. 2009 wurde er in der Kritikerumfrage der Zeitschrift Opernwelt mit seiner Rolle in Scarlattis Penelope la Casta für den Titel „Nachwuchskünstler des Jahres“ nominiert und gewann den 3. Preis beim Internationalen Wettbewerb für geistliche Musik in Rom. 2010 wurde er erneut im Opernwelt-Jahrbuch als „Nachwuchskünstler des Jahres“ nominiert.
2008 erwarb er in Basel bei Gerd Türk an der Schola Cantorum Basiliensis den BA in Historischem Gesang. 2010 beendete er das Masterstudium in Historischem Gesang bei diesem mit Auszeichnung. Er nahm an Meisterkursen unter anderem von Nancy Argenta, David Thomas, Ian Partridge, Andreas Scholl, Evelyn Tubb und Anthony Rooley teil. Stimm-Coach ist seit 2010 die Mezzosopranistin Lina Maria Åkerlund.
Seit 2012 unterrichtet er als Gastdozent die Workshops „Italienisch für Sänger“ an der Schola Cantorum Basiliensis (SCB) und war im Frühling 2015 Gesangslehrer an der Zürcher Hochschule der Künste (ZHdK).
2018-2024 war er an der ZHdK Dozent für „Historische Aufführungspraxis Gesang“.
Seit Herbst 2019 arbeitet er an der Schola Cantorum Basiliensis als Korrepetitor und „Coach für Gesang“.

## Gesangliches Wirken
Flavio Ferri-Benedetti ist gesanglich spezialisiert auf barocke Opern, insbesondere im italienischen Stil, geistliche Musik und Lied.
Er arbeitet regelmäßig mit verschiedenen Ensembles für barocke Musik zusammen.
Zu seinen Opernauftritten (Bühne oder konzertant, inkl. Oratorio szenisch) gehören unter anderen:
- 2007 Theater Scala (Basel) als Proteo in Il Barcheggio von Alessandro Stradella
- 2008 Ekhof-Theater (Gotha) als Madama Garbata in Arcifanfano Re dei Matti von Baldassarre Galuppi
- 2009 Wettsteinsaal (Basel) als Lutezio in Penelope la Casta von Alessandro Scarlatti, aufgeführt im Rahmen der Opernklasse der Schola Cantorum Basiliensis
- 2010 Theater Basel als Linfea in La Calisto von Francesco Cavalli
- 2011 Prinzregententheater München als Enea in Didone abbandonata von Johann Adolph Hasse
- 2011 Oper Frankfurt als Linfea in La Calisto von Francesco Cavalli
- 2012 Königliche Oper des Schlosses von Versailles als Enea in Didone abbandonata von Johann Adolph Hasse
- 2012 Opéra de Nice als Tigrane in Tigrane von Alessandro Scarlatti
- 2012 Auditorio Príncipe Felipe de Oviedo als Sorceress und Spirit in Dido and Aeneas von Henry Purcell
- 2012 Kultur- und Kongresszentrum Liederhalle Stuttgart als Licori in La Tisbe von Giuseppe Antonio Brescianello
- 2012 Ópera de Oviedo als Narciso in Agrippina von Georg Friedrich Händel
- 2013 Bayer Kulturhaus Leverkusen als Publio in La clemenza di Tito von Christoph Willibald Gluck
- 2014 Wigmore Hall als Learco in Issipile von Francesco Bartolomeo Conti
- 2014 Teatro Principal de Castellón als Dritte Dame in Die Zauberflöte von Wolfgang Amadeus Mozart
- 2015 Badisches Staatstheater Karlsruhe (Händel-Festspiele) als Egeo in Teseo von Georg Friedrich Händel
- 2015 Konzerthaus Dortmund als Creonte in Niobe von Agostino Steffani
- 2015 Theater an der Wien als Publio in La clemenza di Tito von Christoph Willibald Gluck
- 2015 Konzerthaus Ravensburg als Orlando in Orlando von Georg Friedrich Händel
- 2015 Theater Freiburg als Orlando in Orlando von Georg Friedrich Händel
- 2016 Badisches Staatstheater Karlsruhe (Händel-Festspiele) als Egeo in Teseo von Georg Friedrich Händel
- 2017 Styriarte (Schloss Schielleiten – Steiermark) als Herkules in La Margarita (Pasticcio) von Francesco Cavalli, Alessandro Stradella...
- 2019 Theater Rigiblick Zürich als Apollo in Terpsicore (dem Prolog zu Il pastor fido) von Georg Friedrich Händel
- 2019 Boston Early Music Festival als Galafro in Orlando generoso von Agostino Steffani
- 2022 Theater Lindau und Kornhaus Ulm als Cain in Il primo omicidio von Alessandro Scarlatti
- 2022 Caronantica als San Giovanni Battista in San Giovanni Battista von Alessandro Stradella

Seit 2000 gab er Aufführungen von geistlichen Werken und Oratorien von Johann Sebastian Bach, Georg Friedrich Händel, Antonio Vivaldi, Giovanni Battista Pergolesi, Wolfgang Amadeus Mozart, Heinrich Schütz usw.

## Akademische Arbeiten
Ferri-Benedetti unterrichtet Meisterklassen, 2011 zum ersten Mal an der Musikhochschule Winterthur/Zürich und seit 2012 „Italienisch für Sänger“ an der Schola Cantorum Basiliensis in Basel. Er ist beteiligt an der Übersetzung und Korrekturlesung von Musiktexten und Notenausgaben ins Italienische, Spanische, Englische und Katalanische und veröffentlicht wissenschaftliche Artikel.
Er unterrichtete als Dozent seit 2018 bis 2024 an der Zürcher Hochschule der Künste (Nebenfach Historischer Gesang) und seit 2019 an der Schola Cantorum Basiliensis (Coach für Gesang und Italienische Diktion).
Seit September 2025 studiert er Christkatholische (Alt-Katholische) Theologie an der Universität Bern und ist Wissenschaftlicher Hilfsassistent am Institut für Neues Testament und am Institut für Christkatholische Theologie.

## Veröffentlichungen
- Herausgeberschaft der Urtext-Ausgabe von Issipile (Francesco Bartolomeo Conti und Pietro Metastasio) mit einer Einführung bei Gran Tonante[7], 2011
- El legado de la tradición clásica. El caso de la ópera barroca. In: Florentia Iliberritana 23, 2012, S. 45–62.[8]
- Hypsipyle from Lemnos to Vienna: An Approach to the Metastasian Heroine. In: Tycho: Revista de Iniciación en la Investigación del teatro clásico grecolatino y su tradición 1, 2013, S. 9–38.[9][10]
- „La tua Grecia, la quale a me non è Dio“: Martello y Metastasio reinterpretando a Aristóteles. In: HUMANITAS LXV, 2013, S. 219–250.[11]
- El hilo de Hipsípila: Metastasio y la Tradición Clásica. Levante editori, Bari, 2015, ISBN 978-88-7949-654-4.[12]
- Metastasio adaptado para el teatro español: el caso de la „Issipile“. In: Homenaje al Profesor Juan Gil, Vol. V: Humanismo y Pervivencia del Mundo Clásico, 2015, S. 2501–2523.[13]
- Florilegium: Antologia Poetica (1999–2016). Levante editori, Bari, 2017, ISBN 978-88-7949-674-2.[14]
- Rules for Measured Music, Counterpoint and Accompanying (Anonymous, MS E.25 Bologna), Translation by Flavio Ferri-Benedetti, EarlyMusicSources.com, 2019, ISBN 978-3-033-07664-8
- “Dell’opra eccitator primiero”: Metastasio, Farinelli e Ferdinando VI nelle dediche gemelle per la Nitteti del 1756. In: Margini XIV, 2020, ISSN 1662-5579.
- Anthologia 1991–2023: Poesie fino ai quarant’anni. (KDP Amazon), ISBN 978-3-952585900.
- La Passione di Gesù Cristo (2023) – Full Score. (KDP Amazon), ISBN 978-3952585924
- "Forum: Gibt es eine geschlechtsspezifische Musikalität?" In:  Musik & Ästhetik 109 (Januar 2024), pp. 67-69, ISSN Print 1432-9425
- "Un'opera tutta delicata: Vokalästhetik im Demetrio von Caldara & Metastasio (Wien 1731)" In: Musik & Ästhetik 112 (Oktober 2024), pp. 18-35, ISSN

## Aufnahmen/Diskographie
2010
- William Hayes: The Passions mit der Schola Cantorum Basiliensis (Altus im Chor)[15]

2012
- Passo di pena in pena: Cantate Italiane, mit dem Ensemble Il Profondo, Johannes Keller; Cantus Records[16]

2013
- Johann Adolph Hasse: Didone abbandonata mit Holzhauser, Barna-Sabadus, Hinterdobler, Celeng, Burkhart, Hofkapelle München, Leitung: Michael Hofstetter; Naxos[17]

2014
- Christoph Willibald Gluck: La clemenza di Tito mit Aikin, Trost, Milanesi, Barna-Sabadus, Ezenarro, L’Arte del Mondo, Leitung: Werner Ehrhardt; Deutsche Harmonia Mundi
- Giuseppe Antonio Brescianello: Tisbe mit Bernsteiner, Pfeifer, Bellotto, Il Gusto Barocco, Leitung: Jörg Halubek; CPO
- La Pazza: A Madman’s Apology, mit dem Ensemble Il Profondo, Johannes Keller; Resonando Label

2016
- Arias for Domenico Annibali – The Dresden Star Castrato, mit dem Ensemble Il Basilico, Concertino Eva Saladin; Pan Classics
- Georg Friedrich Händel – Messiah, mit Musica Fiorita, Dir. Daniela Dolci; Pan Classics
- Si no os hubiera mirado, Madrigale von Juan Vásquez, mit dem Ensemble Los Afectos Diversos, Dir. Nacho Rodríguez; Itinerant Records

2017
- Venezia – Kantaten und Sonaten von Barbara Strozzi, Domenico Zanatta, Francesco Cavalli u. a., mit Musica Fiorita, Leitung: Daniela Dolci; Pan Classics
- Giacomo Antonio Perti: Grands Motets for Ferdinando de’ Medici 1704–1706, mit Musica Fiorita, Dir. Daniela Dolci; Pan Classics
- Tomás Luis de Victoria: Requiem, mit Musica Ficta, Dir. Raúl Mallavibarrena; Enchiriadis – Arianne Series

2018
- Fiamma vorace – Opera arias and Sinfonias by Geminiano Giacomelli, mit Musica Fiorita, Dir. Daniela Dolci; Pan Classics
- Johann Sebastian Bach – Weihnachtsoratorium, mit Musica Fiorita, Dir. Daniela Dolci; Pan Classics
- Antonio Soler: Obra vocal en latín, mit La Grande Chapelle, Dir. Albert Recasens; Lauda

2020
- Superbo del mio affanno – Cantate per contralto di Benedetto Marcello, mit Daniel Rosin und Johannes Keller; Resonando Label

2022
- Tañendo con voz sonora – mit Las Arpas Sonorosas; La Mà de Guido

## Kompositionen
Flavio komponiert seit seiner Jugend Musik und hat seit 2012 einige seiner Kompositionen in Basel uraufgeführt. Das neueste und wichtigste Werk ist seine Passione di Gesù Cristo nach einem Libretto von Pietro Metastasio (1730), die am 24. März 2023 in der Predigerkirche in Basel uraufgeführt wurde.
Oratorien
- La Passione di Gesù Cristo (2021); Libretto: Pietro Metastasio (1730); für Solisten (SATB), Chor (SATB), Oboe, Streicher und Basso continuo

Geistliche Musik (Psalmen, Motetten)
- Salmo 69: Salva me, Deus (2010) für SATB, Streicher und Basso continuo (UA 1. Oktober 2010, Basel)
- Salve Regina (2013) für Sopran oder Mezzosopran, Streicher und Basso continuo (UA 2013, Castellón, Spanien)
- Salmo 129: De Profundis (2019/2020) für SA, zwei Violinen und Basso continuo (UA Juni 2022, Basel)
- Requiem for Sally Jans-Thorpe (2022) für SATB und Basso continuo (UA September 2022, Basel)

Kammerkantaten (weltlich)
- Un’alma innamorata (2007) für Sopran, Traversflöte und Basso continuo (UA 2012, Basel)
- Oh Dio, che non è vero! (2008) für Tenor, Solo-Violine und Basso continuo (Text: Pietro Metastasio; UA 2012, Basel)
- Il Ciclope (2012) für Mezzosopran, Bass, Solo-Violine und Basso continuo (Text: Pietro Metastasio; UA 2012, Basel)
- La Gelosia (2012) für Alt und Basso continuo (obligates Violoncello im Vorspiel) (Text: Pietro Metastasio; UA 2012, Basel)

Vokalmusik (a cappella)
- Sonnet 119: Comme un fleuve (2019) für Mezzosopran oder Alt solo und gemischten Chor (UA 2019, Basel)

Instrumentalmusik
- The Mystery Of You (2017–2019) – Klavieralbum (20 Stücke)
- Senza Morte (2021) für Klavier und Synthesizer
- Suite „L’Amelia“ g-Moll für Cembalo (2022)
- Sonata della Regina (2025), premiered by Ensemble Ad Fontes in Basel[18]